# Arnaud Gouges-Cartou
Arnaud Gouges-Cartou, né le 22 janvier 1738 à Moissac et mort le 4 novembre 1797 à Baltimore, fut négociant à Moissac et député du tiers état de la sénéchaussée du Quercy à Cahors dans le Lot aux états généraux de 1789.

## Biographie
Il fut l'auteur d'un projet de Déclaration des droits de l'homme et du citoyen de 1789 en août 1789. Il vota avec la majorité de l'Assemblée.